# Horacio Sánchez Márquez
Horacio Sánchez Márquez (* 27. März 1953 in Mexiko-Stadt) ist ein ehemaliger mexikanischer Fußballspieler auf der Position des Torwarts. Er ist der ältere Bruder des mexikanischen Fußballidols Hugo Sánchez.

## Laufbahn
Sánchez Márquez begann seine Profikarriere bei seinem Heimatverein UNAM Pumas, bei dem er von 1973 bis 1977 unter Vertrag stand und mit dem er in der Saison 1976/77 die mexikanische Fußballmeisterschaft gewann. Zuvor hatte er bereits im Tor der mexikanischen Olympiaauswahl von 1972 gestanden und fünf von sechs Spielen der Mexikaner beim olympischen Fußballturnier bestritten.
Anschließend stand er noch bei Atlético Español (1977 bis 1981), beim Club León (1981 bis 1983), bei Monarcas Morelia (1983/84), beim Puebla FC und bei Ángeles de Puebla unter Vertrag.